# James Forman (Musiker)
James „Hen Gates“ Forman Jr. (auch James Foreman, * um 1920; † unbekannt) war ein US-amerikanischer Jazz- und Rhythm-&-Blues-Musiker (Piano).

## Leben und Wirken
Forman im Süden Philadelphias auf und arbeitete ab den 1940er-Jahren zunächst in der Musikszene seiner Heimatstadt; u. a. spielte er mit Luchi De Jesus, Jimmy Heath, Howard McGhee, und Charlie Parker. Erste Aufnahmen entstanden 1947 mit dem Saxophonisten Al Steele, Percy Heath und Specs Wright. 1948/49 gehörte er der Dizzy Gillespie Big Band an; des Weiteren spielte er James Moody and His Bop Men, Jimmy Preston („Hayride“, 1948) und Dinah Washington („Good Daddy Blues“; #8 der RB-Charts 1949). Der Diskograf Tom Lord listet seine Beteiligung zwischen 1947 und 1953 an 26 Aufnahmesessions.
In späteren Jahren war Forman erneut in der lokalen Musikszene Philadelphias aktiv; in der Rhythmusgruppe mit Jimmy Mobley (Bass) und Charles „Specs“ Wright (Schlagzeug) begleitete er im Blue Note in Philadelphia gastierende Musiker wie Cannonball Adderley.
Forman ist der Stiefvater des Perkussionisten James Mtume (1947–2022).